# Mokan drvo
Mokan drvo (lat. Visnea), monotipski rod drveća iz porodice Pentaphylacaceae. Jedina je vrsta V. mocanera s Kanarskih otoka (osim otoka Lanzarote) i Madeire.

## Opis
Občno doseže visinu koja ne prelazi 4 metra, ali u iznimnim slučajevima može doseći 10 metara.
Deblo mu je obično čvrsto, a kora s godinama varira u boji i hrapavosti: zelena je i glatka do sivkasta i blago hrapava, postižući čak smeđastu boju i grublju teksturu. Krošnja je relativno mala. Listovi su jednostavni, naizmjenični, eliptično-lanceolatni, 4-6 cm dugi i 2,5-3 cm široki, pomalo kožasti, s cjelovitim ili nazubljenim rubom, sjajni su, tamno zeleni s gornje strane, a na donjoj strani blijedi. 
Početkom godine bujni cvjetovi ovog stabla pojavljuju se sami ili su grupirani u male grozdove, vise sa stabla poput malih zvona. Ovi aromatični cvjetovi su hermafroditični, s brojnim prašnicima i 5 kremasto-bijelih latica. Plod je mesnata kapsula veličine lješnjaka (promjera 1-1,5 cm) koja se otvara kad sazri, a koja iz zelene poprimi crvenkastu i na kraju crnkasto ljubičastu boju.

## Sinonimi
- Mocanera Juss.
- Mocanera canariensis J.St.-Hil.
- Visnea canariensis Oken